# Janine Berger
Janine Berger (* 21. April 1996 in Bubesheim) ist eine deutsche Kunstturnerin.
Janine Berger startet für den SSV Ulm 1846 und ging auf das Anna-Essinger-Gymnasium Ulm. Berger wird von Gabor Szücs und Milena Nolte trainiert und gehört dem DTB-Kader des Turn-Team Deutschland an. Ihre Spezialdisziplin ist der Sprung, bei welchem sie die Goldmedaille beim European Youth Olympic Festival 2011 in Trabzon gewann. Außerdem gewann sie zusammen mit Sophie Scheder und Cagla Akyol die Mannschaftsbronzemedaille. Sie gewann 2011 zudem vier Goldmedaillen bei den Deutschen Jugendmeisterschaften. Schon 2009 gewann sie ihre ersten Jugendtitel am Boden und im Sprung.
Berger wechselte 2012 erfolgreich in den Leistungsbereich und gewann bei den deutschen Meisterschaften des Jahres den Titel im Sprung und wurde Achte in der Mehrkampfwertung. Aufgrund der guten Leistungen wurde sie für die Olympischen Spiele in London nominiert. Sie verpasste im Sprung nur knapp eine Medaille und belegte Rang 4.